# Carlos Augusto de Thurn e Taxis
Carlos Augusto de Thurn e Taxis (Starnberg, 23 de julho de 1898 – Ratisbona, 26 de abril de 1982) foi a partir de 1971, até sua morte, chefe da Casa de Thurn e Taxis. Tomou parte ativamente na modernização e preservação do património cultural e histórico de sua família. Seu nome completo em alemão era Karl August Joseph Maria Maximilian Lamoral Antonius Ignatius Benediktus Valentin Prinz von Thurn und Taxis.

## Biografia
Nascido em 23 de julho de 1898 no castelo de Garatshausen, Starnberg, Alta Baviera, como o segundo filho do Príncipe Alberto de Thurn e Taxis e da Arquiduquesa Margarida Clementina da Áustria. Em 18 Agosto de 1921 casou-se com a Princesa Maria Ana de Bragança, filha de D. Miguel II de Bragança, com quem teve João de Thurn e Taxis, o qual o sucedeu como chefe da família.
Depois de se formar em uma escola em Ratisbona, estudou filosofia,  história, artes e ciências naturais na Universidade Julius-Maximilians em Würzburg. Foi um forte opositor do regime nazista, proibindo seus filhos de participar da Juventude Hitlerista depois da tomada do poder pelos nacional-socialistas. Morreu em seu castelo em Ratisbona, em 26 de Abril de 1982.